# Misso kommun
Misso kommun (estniska: Misso vald) var en tidigare kommun i landskapet Võrumaa i sydöstra Estland. Kommunen låg 250 kilometer sydost om huvudstaden Tallinn. Centralort var småköpingen Misso.
Kommunen gränsade till Vastseliina kommun i norr och Haanja kommun i väster samt till både Lettland i söder och Ryssland i öster.
Den 21 oktober 2005 upplöstes och delades kommunen när större delen fördes till Rõuge kommun medan byarna Hindsa, Koorla, Kossa, Kriiva, Leimani, Lütä, Mokra, Määsi, Napi, Pruntova, Põrstõ, Saagri, Tiastõ, Tiilige, Toodsi och Tserebi (området Luhamaa) fördels till Setomaa kommun.

### Karta

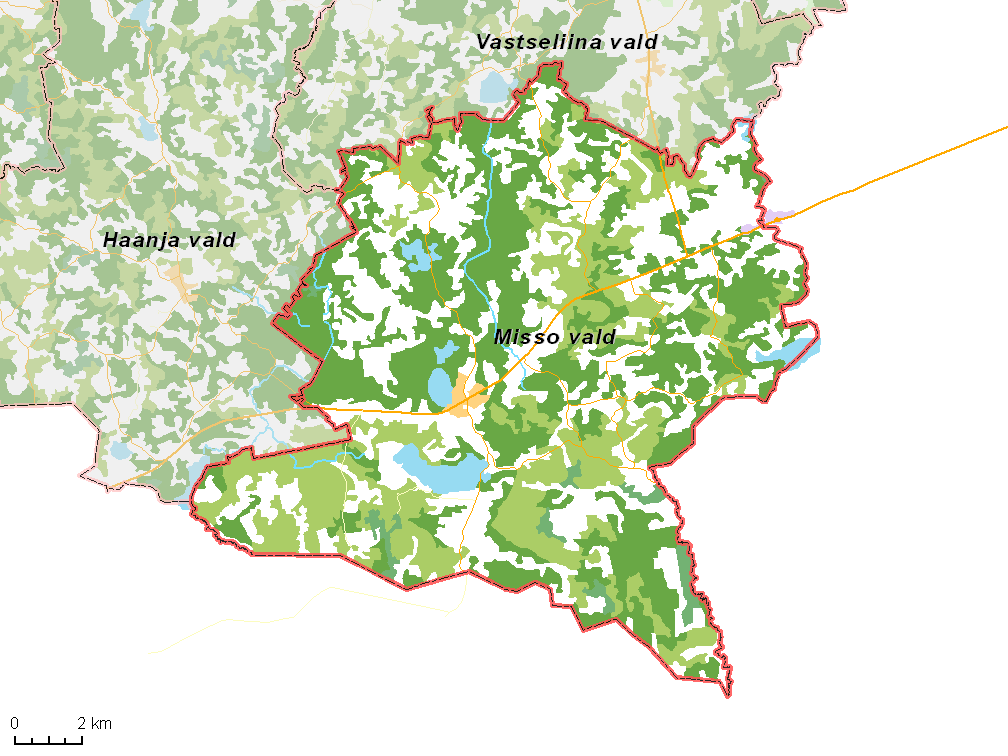
Översiktlig karta över den dåvarande kommunen.

## Geografi
Terrängen i dåvarande Misso kommun var platt.

### Klimat
Inlandsklimat råder i trakten. Årsmedeltemperaturen i trakten är 3 °C. Den varmaste månaden är juli, då medeltemperaturen är 18 °C, och den kallaste är december, med −11 °C.

## Orter
I Saku kommun fanns en småköping och 54 byar.

### Småköpingar
- Misso

### Byar
- Hindsa
- Hino
- Horosuu
- Häärmäni
- Hürsi
- Kaubi
- Kimalasõ
- Kiviora
- Koorla
- Korgõssaarõ
- Kossa
- Kriiva
- Kundsa
- Kurõ
- Käbli
- Kärinä
- Laisi
- Leimani
- Lütä
- Mauri
- Missokülä
- Mokra
- Muraski
- Määsi
- Möldre
- Napi
- Parmu
- Pedejä
- Pruntova
- Pulli (heter idag Põdramõtsa)
- Pupli
- Põnni
- Põrstõ
- Pältre
- Rammuka
- Rebäse
- Ritsiko
- Saagri
- Saagrimäe
- Saika
- Sakudi
- Sandi
- Sapi
- Savimäe
- Savioja
- Siksälä
- Suurõsuu
- Tiastõ
- Tiilige
- Tika
- Toodsi
- Tserebi
- Tsiistre
- Väiko-Tiilige